# X 97150
,,
Les X 97150, aussi appelés A2E, sont de petits autorails monocaisse à deux essieux construits pour la desserte du réseau breton. Livrés en 1990, ils permettaient une gestion simple sur le modèle d'un autocar : faire signe au conducteur ou appui sur un bouton pour solliciter l’arrêt, et vente de billets avec oblitération à la montée par le conducteur. Les trois autorails sont retirés du service en 2009.

## Histoire
Avant celles des X 97150, les dernières livraisons d'autorails légers à la SNCF datent de 1954 avec les ultimes X 5800. La nécessité d'assurer la desserte de petites lignes à faible trafic redonne de l'intérêt à cette formule au début des années 1980. Dans plusieurs pays européens, mais aussi au Canada, aux États-Unis ou en Thaïlande, les projets d'autorails légers s'inspirent de la construction d'autocars. La France préfère faire étudier des véhicules plus proches des autorails traditionnels au travers d'Alsthom, des CFD Bagnères ou de Soulé. Cette dernière entreprise, avec son TFE (transport ferroviaire économique), propose un engin déjà très proche des X 97150. Ces derniers ne verront pourtant le jour que dix ans plus tard, par la volonté du constructeur Soulé, des financeurs État et région, et de l’exploitant, la Société générale de chemins de fer et de transports automobiles (CFTA).
Les trois X 97150 sont mis en service en mai 1990 par la CFTA.
Au début des années 2000, les autorails souffrent d'une fiabilité insuffisante, peut-être liée aux économies de coûts voulues lors de la conception du matériel, mais aussi à la fabrication en très petite série compliquant l'approvisionnement en pièces détachées. Après leur rénovation en 2000-2001, les trois exemplaires sont retirés du service en 2009 et remplacés par des X 73500.
Au 1er juillet 2013, les X 97150 ont été reconditionnés et sont mis en vente par Rail & Traction International.

## Caractéristiques
Lointains « successeurs » des X 5600 construits à peu près à la même époque que les « Picasso » X 3800, les X 2400 et les « Mobylettes » X 5500 / X 5800, les A2E ont pour but de tester un nouveau modèle d'autorail sur des lignes à faible trafic.
Le numéro de série 97150 s'explique par la numérotation SNCF : Si les engins avaient été propriété de la SNCF, ils auraient été immatriculés dans la série X 71500. Cependant, comme ils appartiennent aux CFTA, un 9 est ajouté à gauche de la numérotation, ce qui signifie dans la numérotation SNCF que l'engin appartient à un tiers. La numérotation des automoteurs et automotrices de la SNCF ne comprend que 5 chiffres, le dernier zéro est supprimé.
Ces autorails construits par l'entreprise Soulé (devenu CFD Bagnères) à Bagnères-de-Bigorre sont également connus sous le nom de A2E, abréviation d’autorail à 2 essieux.
En effet, pour limiter les coûts à la construction et les frais de maintenance, il a été décidé de supprimer les bogies et de les remplacer par 2 essieux uniques, possible grâce au profil des courbes existantes sur ce réseau. Le système retenu, un cadre mobile suspendu à la caisse d'une part et à l'essieu d'autre part, peut s'apparenter à un bogie mono-essieu non orientable. La chaîne cinématique fait appel à un moteur Diesel Cummins suralimenté de six cylindres à plat disposé sous la caisse associé à une boîte hydrodynamique Voith.
Le poste de conduite n'est pas séparé de l'espace dédié aux voyageurs, ce qui permet au conducteur de délivrer les titres de transport à bord : l'autorail est conçu pour une exploitation à agent unique. La consommation en carburant est faible pour un matériel ferroviaire, comparable à celle d'un autocar Renault Tracer.

## Livrée

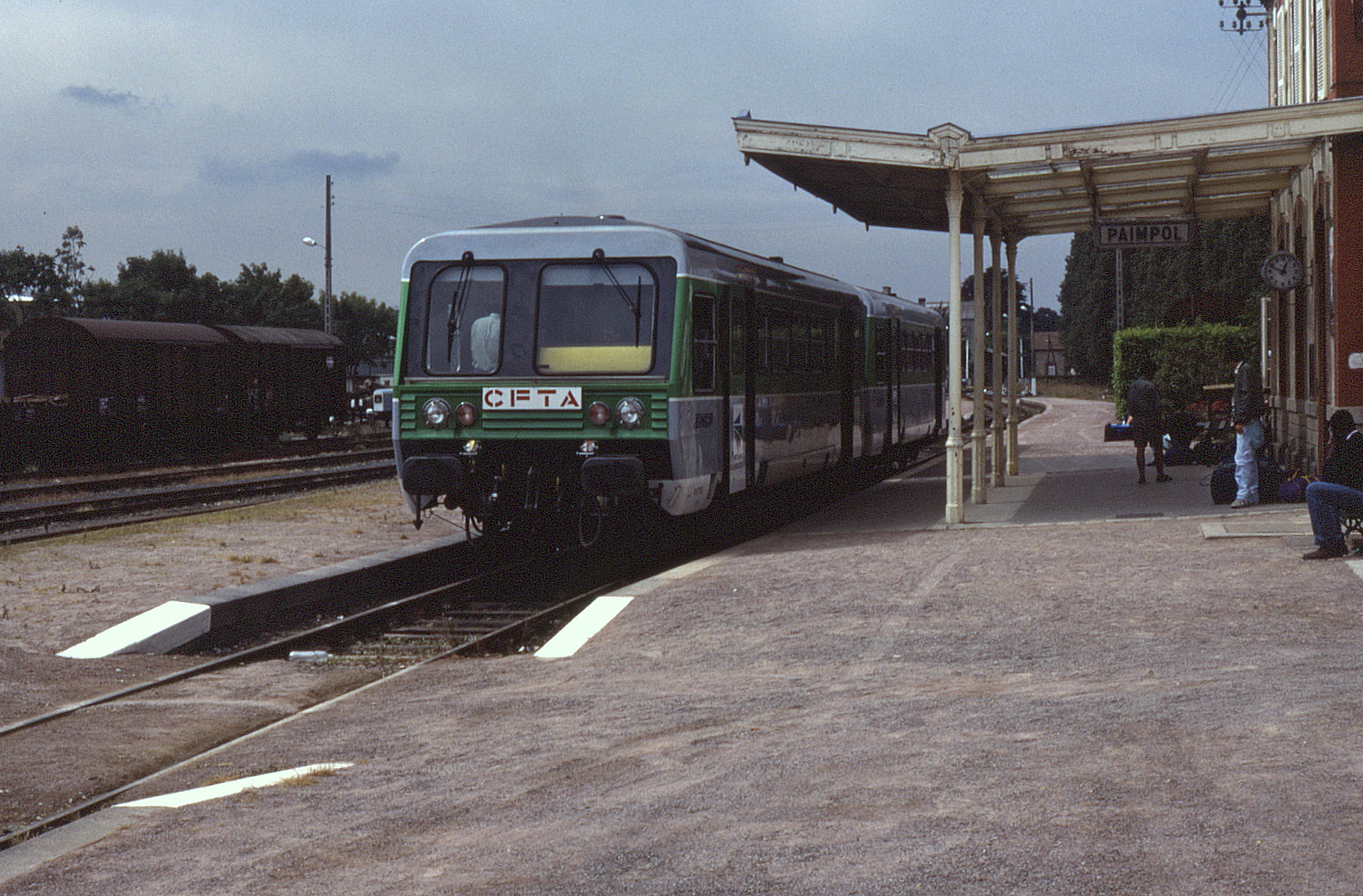
Deux autorails accouplés en livrée d'origine en gare de Paimpol.

En 1990 les trois X 97150/A2E commencent leur carrière avec la livrée des TER Bretagne de première génération alliant le gris au vert perroquet ; en 2002 ils sont repeints avec la nouvelle livrée TER, grise et bleue.

## Services effectués
Les A2E ont circulé sur les deux lignes à voie unique du réseau breton durant toute leur carrière : Carhaix - Guingamp et Guingamp - Paimpol.

## Parc
Les trois exemplaires furent rattachés au dépôt de Carhaix.
| Engins  | Mise en service | Radiation | Dépôts       | Activité     |
| ------- | --------------- | --------- | ------------ | ------------ |
| X 97151 | mai 1990        | 2009      | Carhaix CFTA | TER Bretagne |
| X 97152 | mai 1990        | 2009      | Carhaix CFTA | TER Bretagne |
| X 97153 | mai 1990        | 2009      | Carhaix CFTA | TER Bretagne |